# Gmina Sępólno Krajeńskie
Die Gmina Sępólno Krajeńskie [sɛmˈpulnɔ kraˈjɛɲskʲɛ] ist eine Stadt-und-Land-Gemeinde im Powiat Sępoleński der Woiwodschaft Kujawien-Pommern in Polen. Sitz des Powiats und der Gemeinde ist die gleichnamige Stadt (deutsch Zempelburg) mit etwa 9250 Einwohnern.

## Geographie
Die Gemeinde liegt im ehemaligen Westpreußen, etwa 50 Kilometer nordwestlich von Bydgoszcz (Bromberg) entfernt. Zu den Gewässern gehören die Sępólna (Zempolna) und der 3,5 Kilometer lange Jezioro Sępoleńskie (Zempelburger See).
Die Gemeinde grenzt im Westen an die Gmina Debrzno in der Woiwodschaft Pommern.

## Gliederung
Die Stadt-und-Land-Gemeinde Sępólno Krajeńskie besteht aus den Ortschaften:
| Polnischer Name    | Deutscher Name (1815–1920 und 1939–1945) |
| ------------------ | ---------------------------------------- |
| Dziechowo          | Dziechowo (1888–1945 Sechau)             |
| Grochowiec         | Müllerhof                                |
| Iłowo              | Illowo (1942–1945 Ihlau)                 |
| Jazdrowo           | Jasdrowo (1942–1945 Hirschhagen)         |
| Kawle              | Kable (1942–1945 Kablen)                 |
| Komierówko         | Komierowke                               |
| Komierowo          | Komierowo (1942–1945 Wallbusch)          |
| Lutówko            | Klein Lutau (1942–1945 Kleinlutau)       |
| Lutowo             | Groß Lutau (1942–1945 Großlutau)         |
| Niechorz           | Nichors                                  |
| Piaseczno          | Petznick                                 |
| Radońsk            | Radonsk (1942–1945 Waldraden)            |
| Sępólno Krajeńskie | Zempelburg                               |
| Sikorz             | Szykorsz (1894–1945 Schönhorst)          |
| Skarpa             | Skarpi (1942–1945 Scharfenort)           |
| Świdwie            | Schwiede                                 |
| Teklanowo          | Teklanowo                                |
| Trzciany           | Zahn                                     |
| Wałdówko           | Neu Waldau (1942–1945 Neuwaldau)         |
| Wałdowo            | Waldau                                   |
| Wilkowo            | Wilkowo (1942–1945 Wulfsiedel)           |
| Wiśniewa           | Groß Wisniewke (1942–1945 Kirschwiesen)  |
| Wiśniewka          | Klein Wisniewke (1942–1945 Kirschhöhe)   |
| Włościborek        | Klein Loßburg (1942–1945 Kleinloßburg)   |
| Włościbórz         | Groß Loßburg (1942–1945 Großloßburg)     |
| Wysoka Krajeńska   | Wissoka (1875–1945 Hohenfelde)           |
| Zalesie            | Salesch (1942–1945 Hüllerbruch)          |
| Zboże              | Zboze (1876–1945 Grünlinde)              |

## Verkehr
Sępólno Krajeńskie und die Dörfer Świdwie und Wysoka hatten Bahnhöfe an der Bahnstrecke Oleśnica–Chojnice.

## Persönlichkeiten
- Roman von Komierowski (1846–1924), Rittergutsbesitzer und Politiker